# Ellipteroides (Progonomyia) weiseri
Ellipteroides (Progonomyia) weiseri is een tweevleugelige uit de familie steltmuggen (Limoniidae). De soort komt voor in het Neotropisch gebied.